# Ivan Demakov
Ivan Sergueïevitch Demakov (en russe : Иван Сергеевич Демаков) est un joueur russe de volley-ball né le 6 janvier 1993 à Kazan (Tatarstan). Il mesure 2,09 m et joue central.

## Clubs
| Club        | De        | À   |
| ----------- | --------- | --- |
| Zenit Kazan | 2011-2012 | ... |

## Palmarès

### Club et équipe nationale
- Championnat du monde des moins de 21 ans (1)
  - Vainqueur : 2013
- Championnat de Russie (1)
  - Vainqueur : 2012
- Supercoupe de Russie (1)
  - Vainqueur : 2012

### Distinctions individuelles
- Meilleur contreur du Championnat d'Europe des moins de 21 ans 2012